# Gedeutereerd di-ethylether
Gedeutereerd di-ethylether (ook aangeduid als di-ethylether-d10) is een gedeutereerd oplosmiddel met als brutoformule C4D10O. Het is een isotopoloog van di-ethylether en kan gebruikt worden als oplosmiddel in de NMR-spectroscopie. De stof komt bij kamertemperatuur voor als een zeer vluchtige kleurloze vloeistof, die slecht oplosbaar is in water. Net als di-ethylether is ook de gedeutereerde variant uiterst ontvlambaar.